# Inspelning

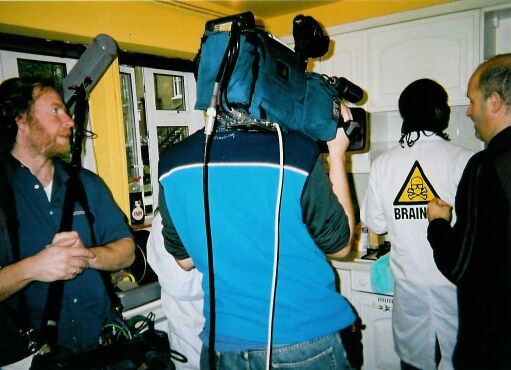
Inspelning av TV-serien Brainiac.

Inspelning, skrivande av ljud och/eller rörlig bild till ett lagringsmedium. Man kan till exempel spela in ljud med en mikrofon och bild med en videokamera. Till inspelningsutrustningen hör även mixerbord, datorer, bandspelare och övrig lagringsmedium.